# 2016 FL59
2016 FL59 est un objet transneptunien du groupe des cubewanos.
Il a été observé pour la première fois le 28 mars 2016 par le Dark Energy Survey avec la  Dark Energy Camera (DECam) installée sur le télescope Víctor M. Blanco à l'Observatoire interaméricain du Cerro Tololo (CTIO) au Chili.

## Caractéristiques
2016 FL59 mesure environ 186 kilomètres de diamètre.